# Ravensbosch

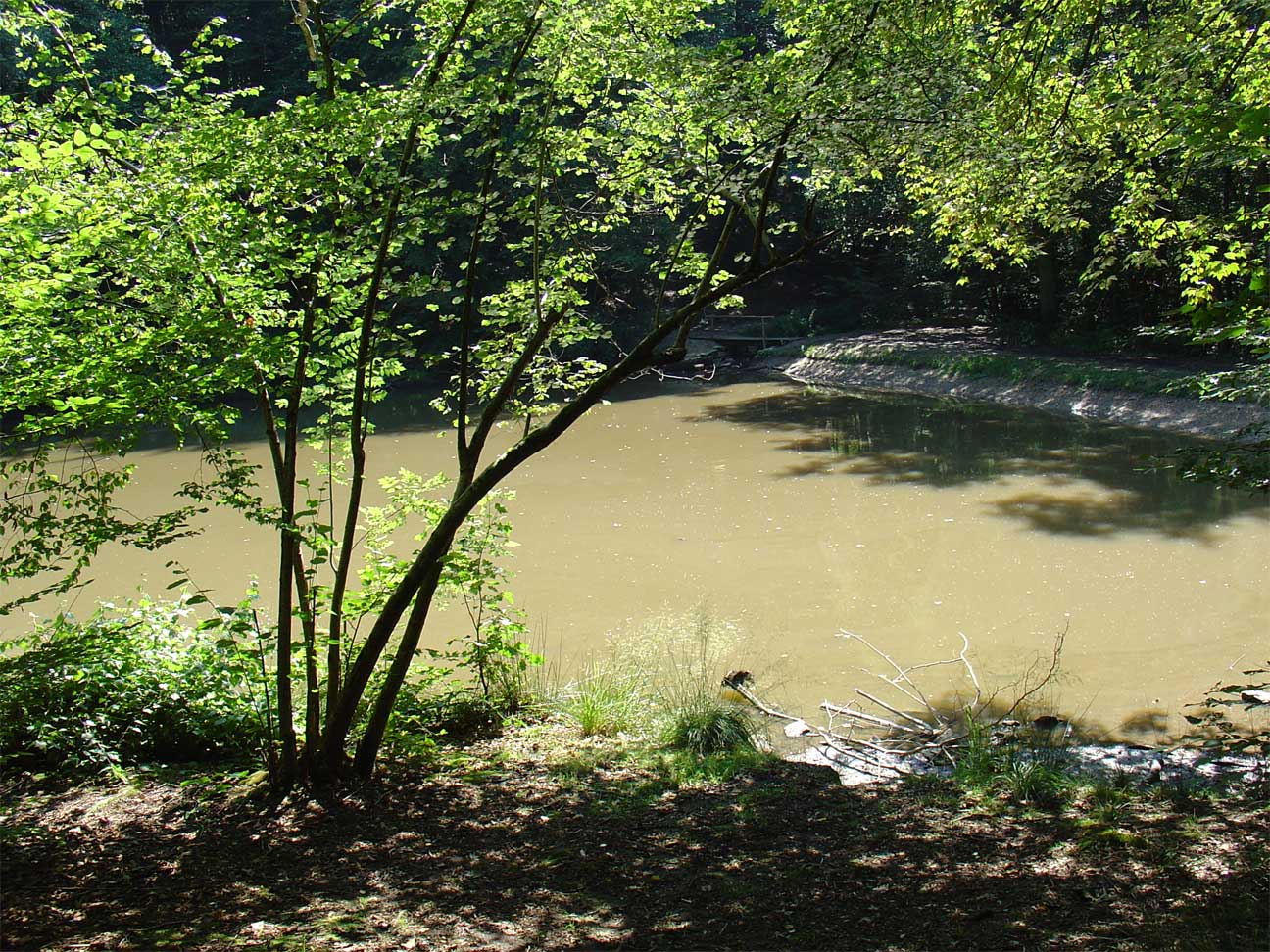
Ravensbos nabij Strabeek

Het Ravensbosch (soms ook Ravensbos of Ravenbos geschreven) is gedeeltelijk gelegen in de gemeente Valkenburg aan de Geul, een ander, groter deel is gesitueerd in de gemeente Beekdaelen bij Hulsberg en Schimmert.
Het Ravensbosch is een gevarieerd hellingbos met hoogteverschillen van zo'n 50 meter en een oppervlakte van zo'n 80 ha. In het bos bevinden zich twee vijvers die door twee dammetjes opgestuwd zijn. Het zeer heuvelachtige bos is, hoewel aan drukke verkeersaders gelegen, vrij onbekend gebleven. Het bos is vanuit alle windrichtingen toegankelijk en lijkt vanuit elke 'entree' telkens weer een andere aanblik te bieden. Het bos kent een grote lengte aan smalle en brede paden.
Het bos bestaat grotendeels uit voormalig hakhout, dat in opgaand eikenbos is omgezet. In de laaggelegen delen aan de Strabekervloedgraaf (een zijbeekje van de Geul) zijn essenbos, waterpartijen en moerasgebiedjes te vinden. Hier groeien planten als reuzenpaardenstaart en bosbies en laat zich de glimworm zien.
In de omgeving zijn enkele Romeinse villa's (Romeinse villa Op den Billich en Romeinse villa Ravensbosch) en andere Romeinse bouwwerken opgegraven.  Begin 19e eeuw was Martin Cudell (1773-1845), die gezien kan worden als Limburgs eerste archeoloog, van mening dat de plaats Coriovallum, waarvan de ligging toen nog onbekend was, gezocht moest worden in het Ravensbosch.

## Omgeving
- Aan de Schimmertse entree bevindt zich de voormalige woning van Charles Eyck en Karin Meyer, een bekende Limburgs schildersechtpaar. Eyck legde zich toe op expressionisme en op religieus schilderwerk.
- Aan de rand van het bos, op de top van de Kleverberg, bevindt zich een oude Joodse begraafplaats.
- In de buurt van het bos lag de Verzorgingsplaats Ravensbos die naar dit bos vernoemd is.
- Ten oosten van het bos ligt Klooster Ravensbosch.
- Ten westen van het bos ligt het bosgebied Kloosterbosch.

## Trivia
- Het Ravensbos vormt, tezamen met andere het Heuvelland kenmerkende locaties, de achtergrond van het Suske & Wiske-album De jolige joffer.